# Chiesa di Santa Maria degli Angeli (Lugano)
La chiesa di Santa Maria degli Angeli è un edificio religioso tardoromanico che si trova a Lugano Centro

## Storia
La chiesa fu costruita a partire dal 17 febbraio 1499, in prossimità dell'accesso meridionale dell'allora borgo di Lugano. Essa sorse per iniziativa dei cittadini del borgo, in ringraziamento di due importanti avvenimenti. In primo luogo la chiesa voleva celebrare la rinnovata concordia tra i cittadini dopo le lotte tra guelfi e ghibellini, giurata nel 1496 in ricordo di quella stipulata fra le fazioni luganesi nel 1445 per impulso di fra' Silvestro da Siena, un discepolo di San Bernardino da Siena. In secondo luogo si intendeva ringraziare i francescani Osservanti per la loro opera di carità durante la peste del 1498. La consacrazione della chiesa avvenne il 26 giugno 1515.

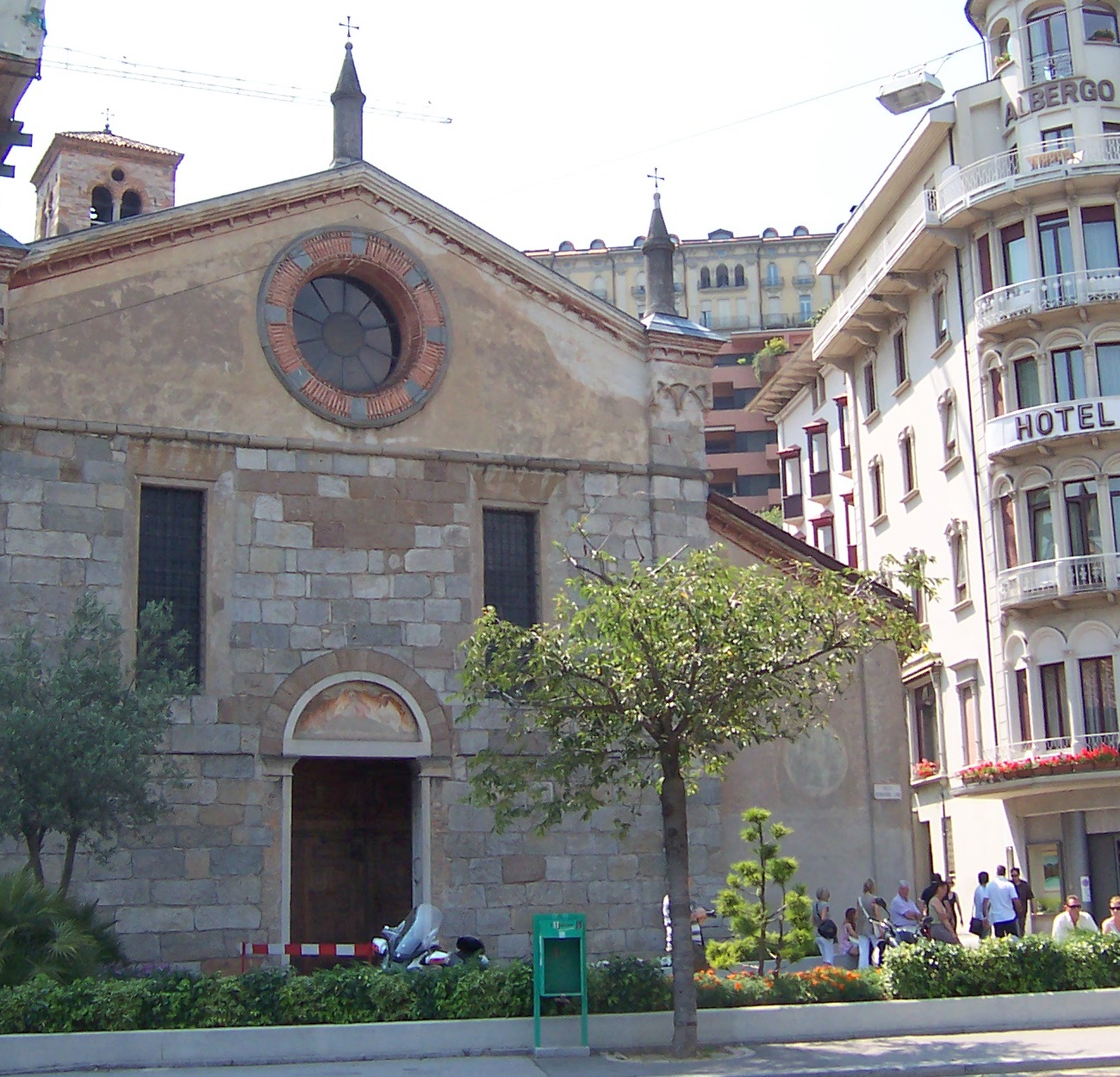
Chiesa di Santa Maria degli Angioli – facciata

Nel 1525 terminò la costruzione dell'attiguo convento francescano, che nel 1848 venne secolarizzato, parzialmente distrutto e riconvertito in un albergo di lusso su progetto di Luigi Clerichetti. La costruzione dell'hotel richiese la muratura di tre finestre della parete sinistra della chiesa, nonché la realizzazione del rosone che ancora oggi si trova nella facciata.
Non è invece più visibile il piccolo portico che, nel corso del XVII secolo, era stato realizzato a copertura del portale d'ingresso della chiesa.

## Descrizione

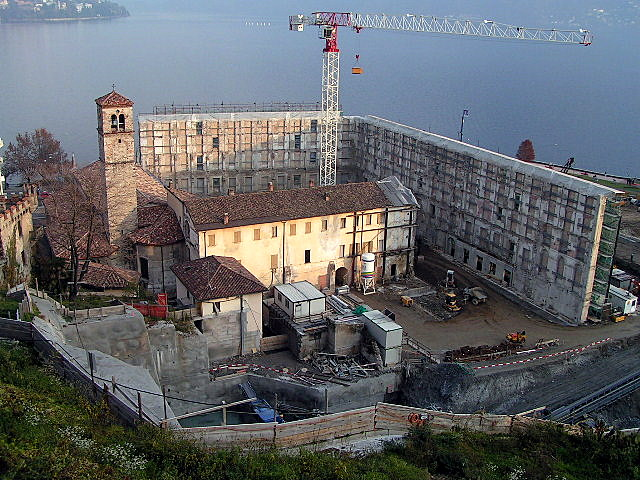
Retro della chiesa con ala del convento e cantiere

Internamente, la chiesa si presenta come un edificio a navata unica, con copertura a capriate sostenuta da archi a sesto acuto.
 

La navata è interrotta trasversalmente da un tramezzo sul quale figura la grandiosa "Passione e Crocefissione" realizzata da Bernardino Luini tra il 1529 e il 1532, il più famoso affresco rinascimentale della Svizzera. Alla base del tramezzo si aprono tre archi a tutto sesto, ornati da affreschi raffiguranti sei profeti e intervallati da pilastri su cui sono dipinti i santi Sebastiano e Rocco. 

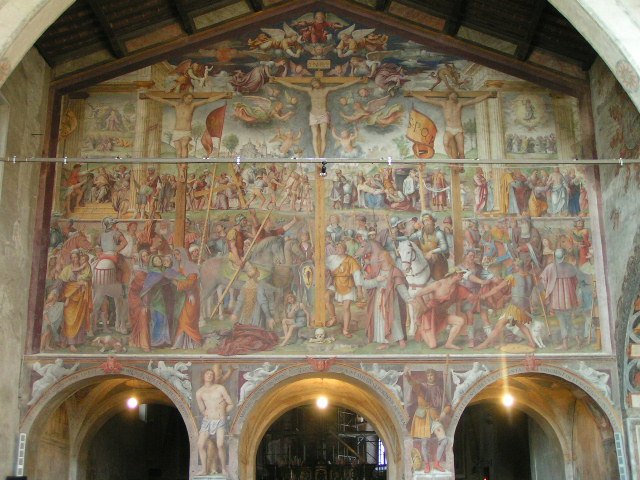
Il tramezzo di Santa Maria degli Angeli a Lugano

La parete sinistra della navata ospita un altro affresco del Luini: si tratta di un'Ultima cena proveniente dal refettorio del vecchio monastero. Sulla stessa parete sono affrescate numerose copie del trigramma "IHS" racchiuso entro un sole, simbolo della predicazione di san Bernardino da Siena.
A Bernardino Luini si deve anche una Madonna col Bambin Gesù e il piccolo San Giovanni Battista, affresco del 1530 che trova posto in una lunetta di una delle quattro cappelle che si aprono lungo il lato destro della navata. Alla scuola del Bramantino (e, in particolare, a un tal Domenico de Pet) si devono invece gli affreschi che, in un'altra di queste cappelle, raffigurano una Adorazione dei Magi, una Fuga in Egitto e altre vicende della Vergine Maria, ciclo di affreschi risalente agli anni 1520-1530.
Tre archi alla base del tramezzo conducono all'area presbiterale. Le volte e le pareti interne di questi stessi archi sono decorate da affreschi cinquecenteschi: una mappa della Gerusalemme di allora è riportata su una parete interna dell'arco centrale, mentre la parete opposta dello stesso arco riporta una raffigurazione del Monte degli ulivi.
Nel presbiterio trova posto un altare maggiore settecentesco in legno, proveniente dal demolito convento di Santa Croce in Boscaglia in Como e donato alla chiesa degli Angioli nel 1839.
Sulla parete del tramezzo rivolta verso il presbiterio, entro a una grande nicchia riadattata a cantoria, si trova l'organo a canne Mascioni opus 861, costruito nel 1965. Lo strumento, a trasmissione elettro-pneumatica, ha due tastiere di 61 note ciascuna ed una pedaliera concavo-radiale di 32.
Nell'area presbiteriale e nelle cappelle laterali, opere del Codolo, di Bartolomeo da Ponte Tresa e del Petrini (1728).

## Bibliografia

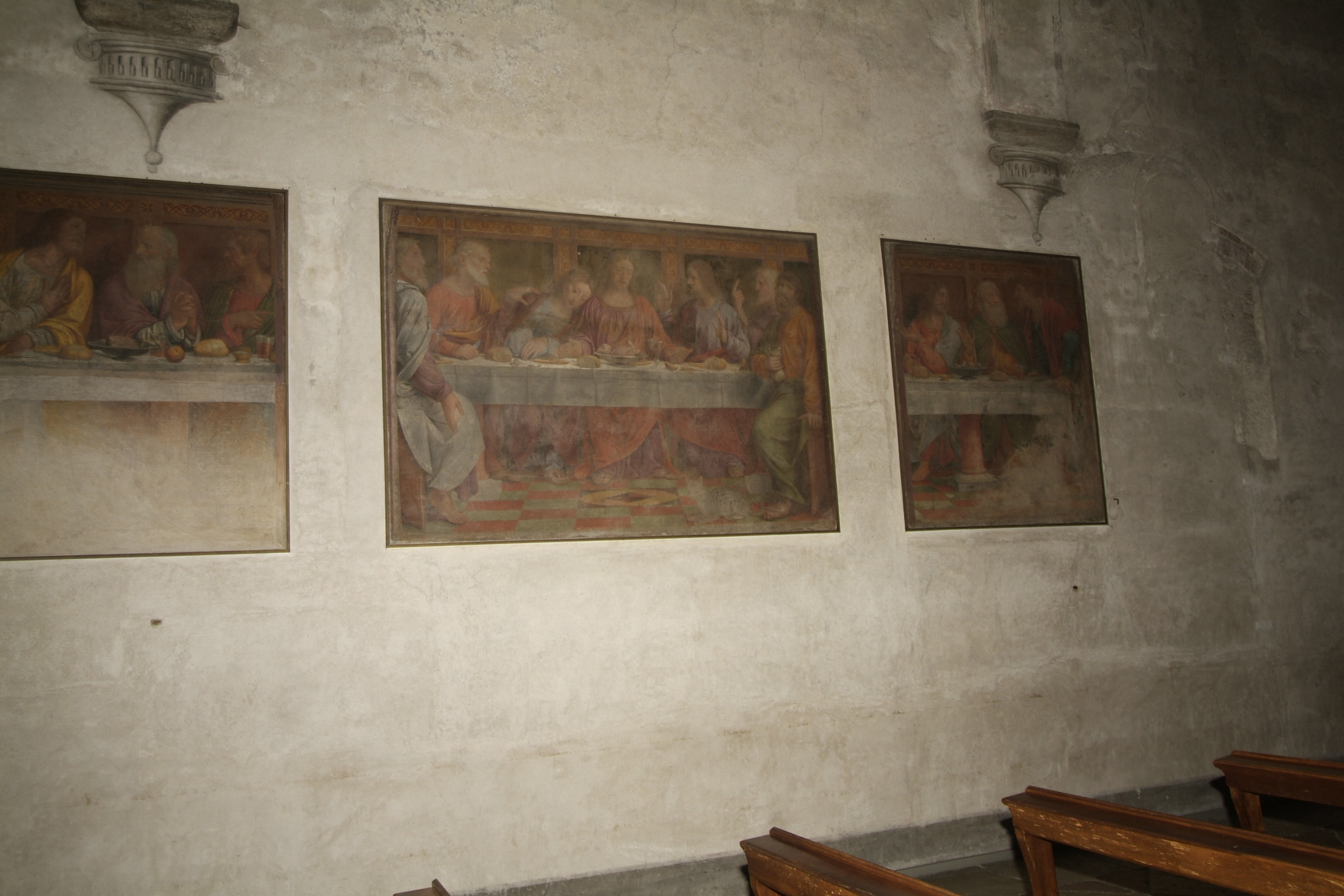
Bernardino Luini: Ultima Cena

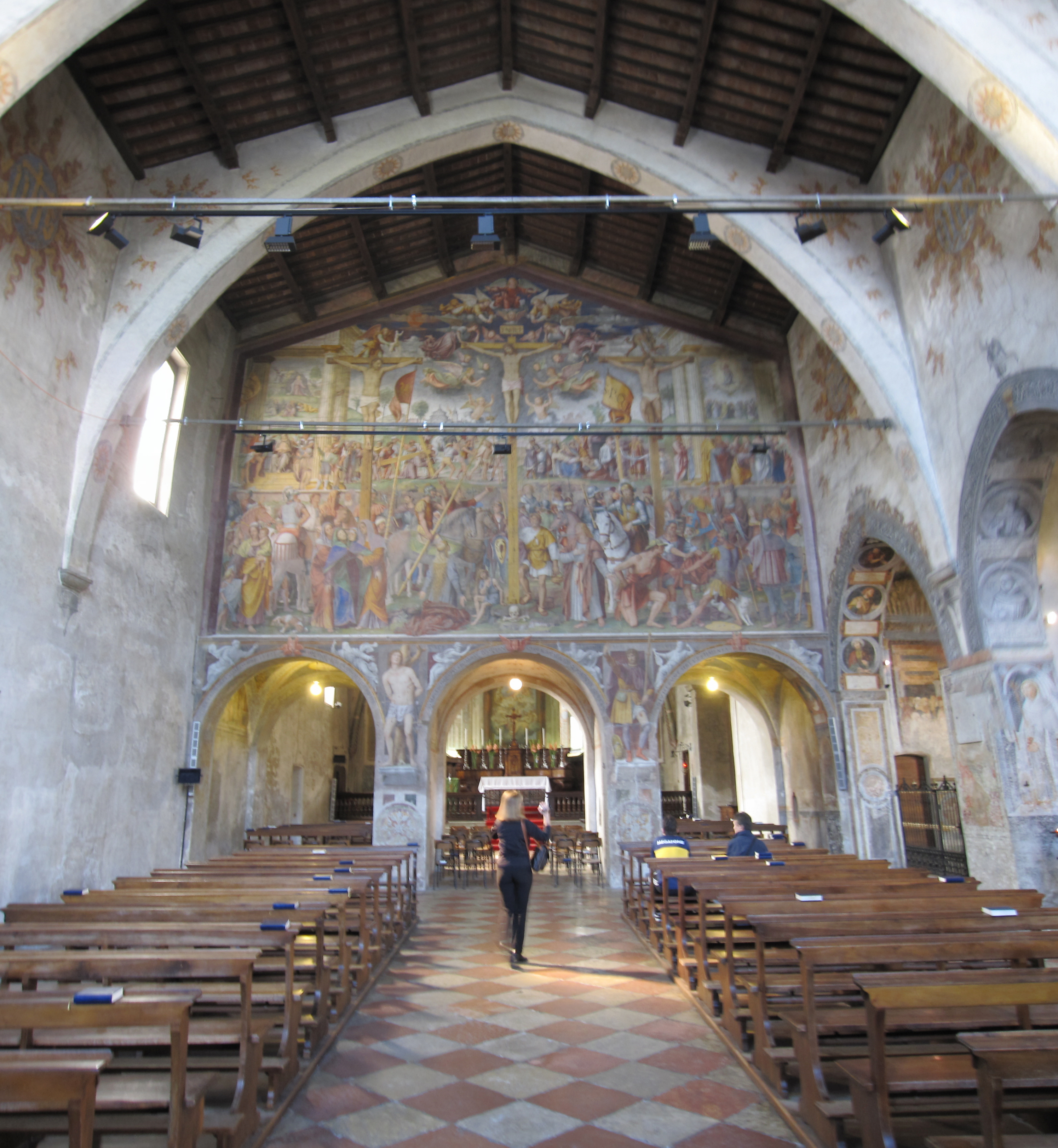
Navata e tramezzo con la "Passione e Crocefissione" di Bernardino Luini.